# Нортгемптон (округ, Виргиния)
Округ Нортгемптон (англ. Northampton County) располагается в США, в штате Виргиния. По состоянию на 2010 год, численность населения составляла 12 389 человек. Был образован в 1634 году.

## География
По данным Бюро переписи США, общая площадь округа равняется 2059 км², из которых 549 км² суша и 1513 км² или 73,4 % это водоёмы.

### Соседние округа
- Аккомак (Виргиния) — север
- независимый город Виргиния-Бич — юг

## Демография
По данным переписи населения 2010 года в округе проживает 12 389 жителей в составе 5 321 домашних хозяйств и 3 543 семей. Плотность населения составляет 24 человека на км². На территории округа насчитывается 6 547 жилых строений, при плотности застройки 12 строений на км². Расовый состав населения: белые — 57,9 %, афроамериканцы — 36,5 %, коренные американцы (индейцы) — 0,2 %, азиаты — 0,7 %, гавайцы — 0,1 %, представители других рас — 3,2 %, представители двух или более рас — 1,4 %. Испаноязычные составляли 7,1 % населения независимо от расы.
В составе 25,70 % из общего числа домашних хозяйств проживают дети в возрасте до 18 лет, 45,30 % домашних хозяйств представляют собой супружеские пары проживающие вместе, 17,50 % домашних хозяйств представляют собой одиноких женщин без супруга, 33,40 % домашних хозяйств не имеют отношения к семьям, 29,40 % домашних хозяйств состоят из одного человека, 15,60 % домашних хозяйств состоят из престарелых (65 лет и старше), проживающих в одиночестве. Средний размер домашнего хозяйства составляет 2,39 человека, и средний размер семьи 2,94 человека.
Возрастной состав округа: 23,30 % моложе 18 лет, 7,10 % от 18 до 24, 23,60 % от 25 до 44, 24,80 % от 45 до 64 и 21,20 % от 65 и старше. Средний возраст жителя округа 42 лет. На каждые 100 женщин приходится 87,90 мужчин. На каждые 100 женщин старше 18 лет приходится 84,10 мужчин.
Средний доход на домохозяйство в округе составлял 28 276 USD, на семью — 35 034 USD. Среднестатистический заработок мужчины был 26 842 USD против 21 839 USD для женщины. Доход на душу населения составлял 16 591 USD. Около 15,80 % семей и 20,50 % общего населения находились ниже черты бедности, в том числе — 29,20 % молодежи (тех кому ещё не исполнилось 18 лет) и 16,50 % тех кому было уже больше 65 лет.